# Dacia Duster
Dacia Duster – samochód osobowy typu SUV klasy kompaktowej produkowany pod rumuńską marką Dacia od 2010 roku. Od 2024 roku produkowana jest trzecia generacja modelu.

## Pierwsza generacja

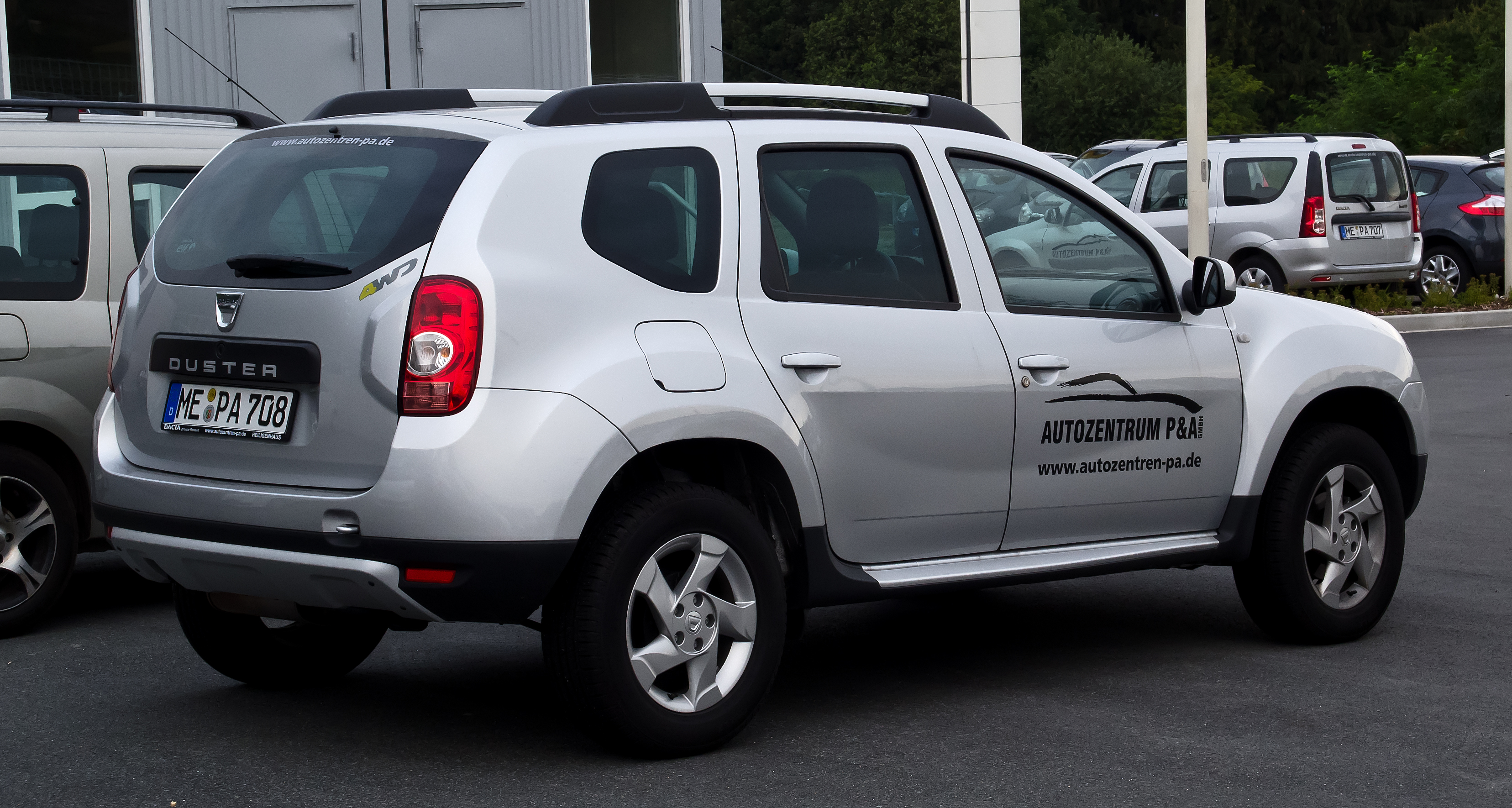
Dacia Duster I – tył

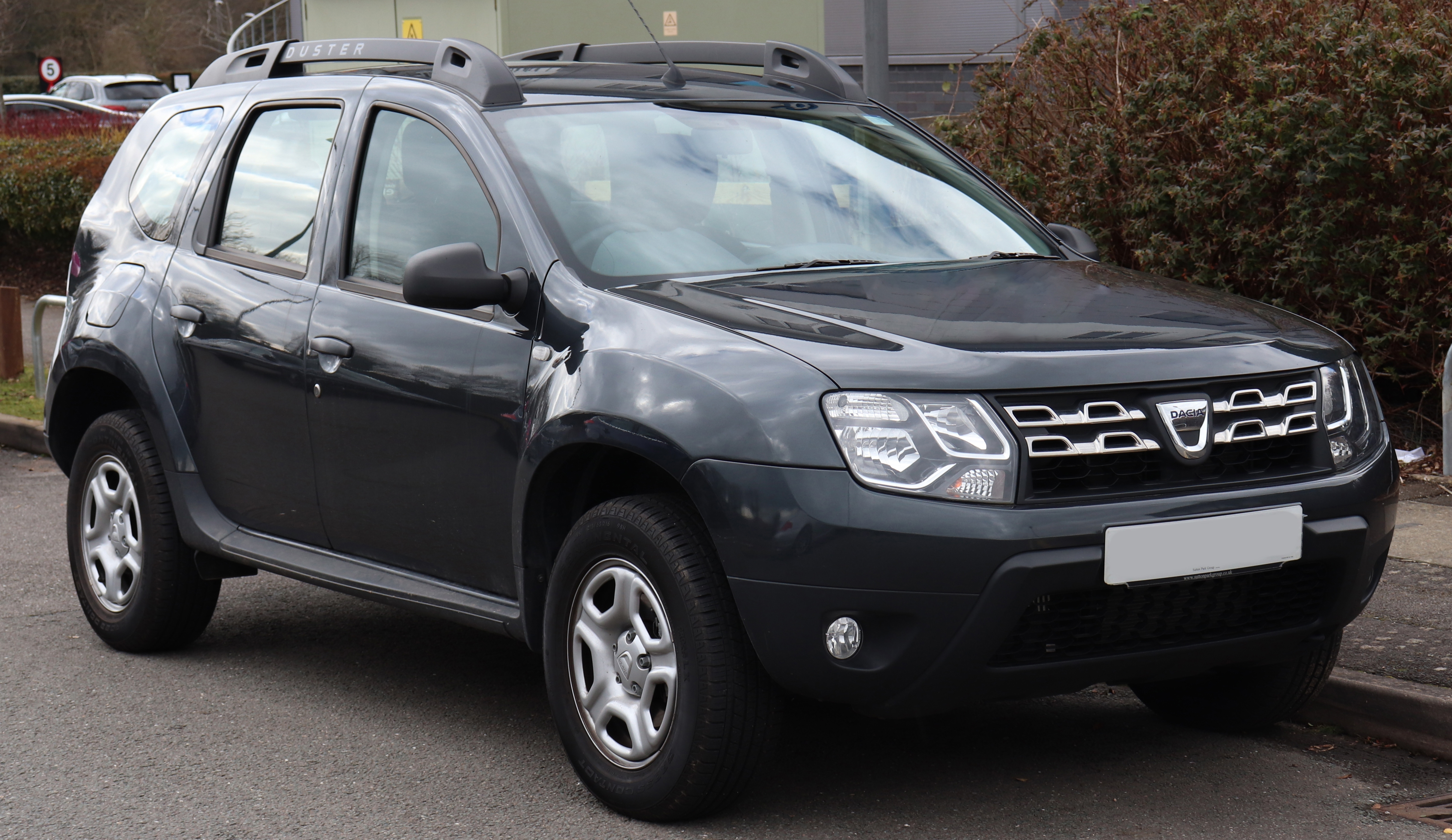
Dacia Duster I po liftingu

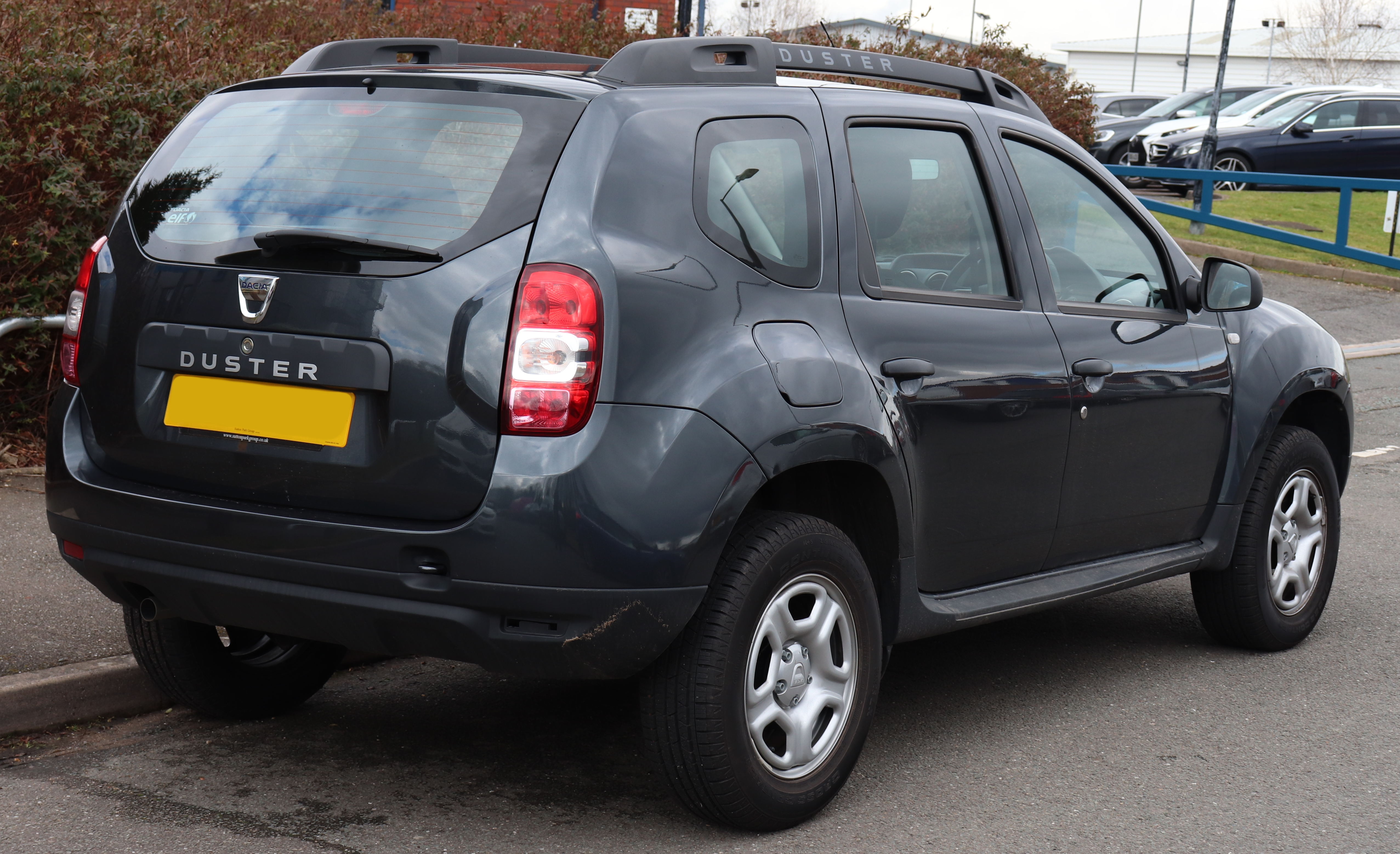
Dacia Duster I – tył po liftingu

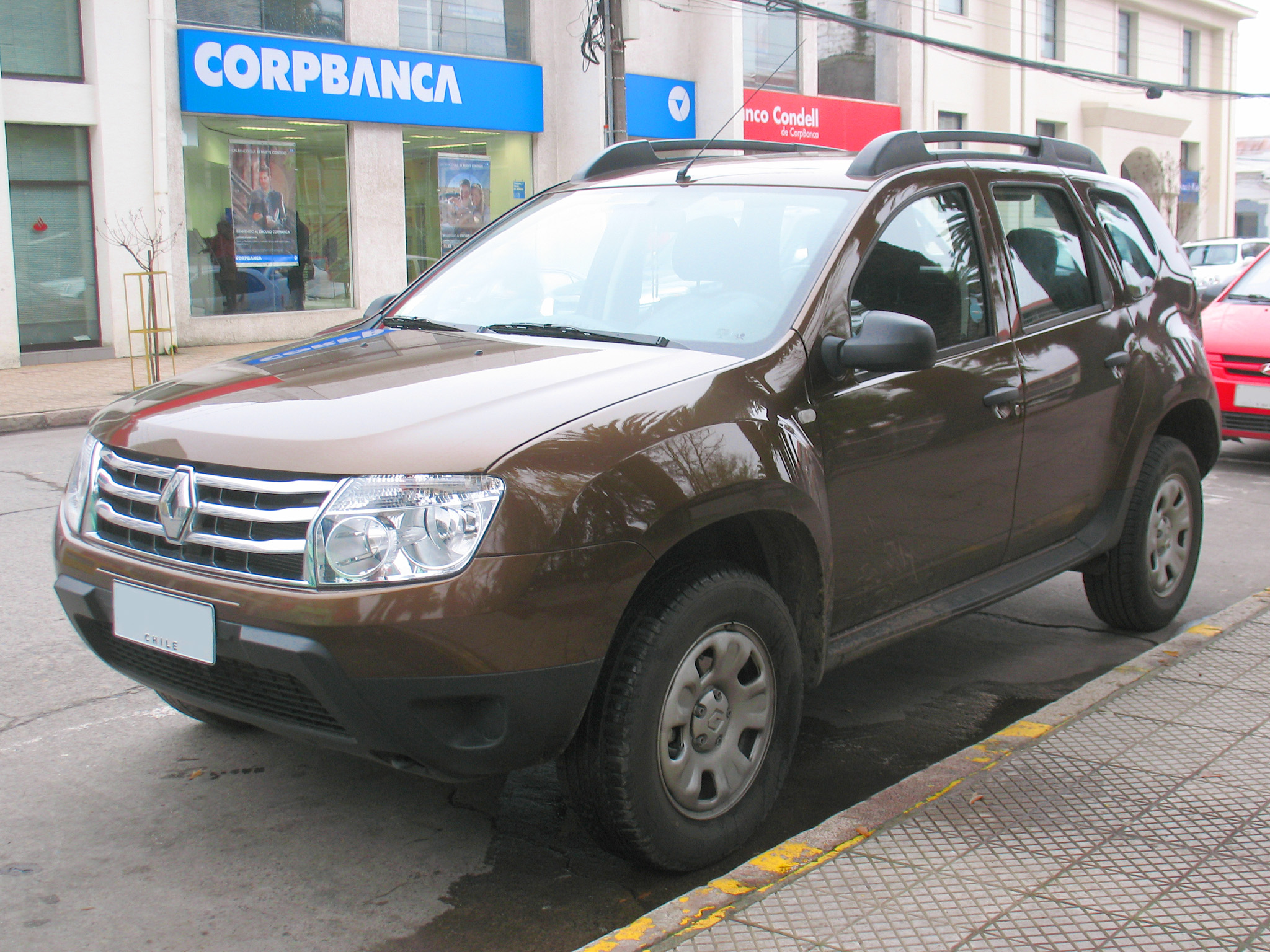
globalne Renault Duster I

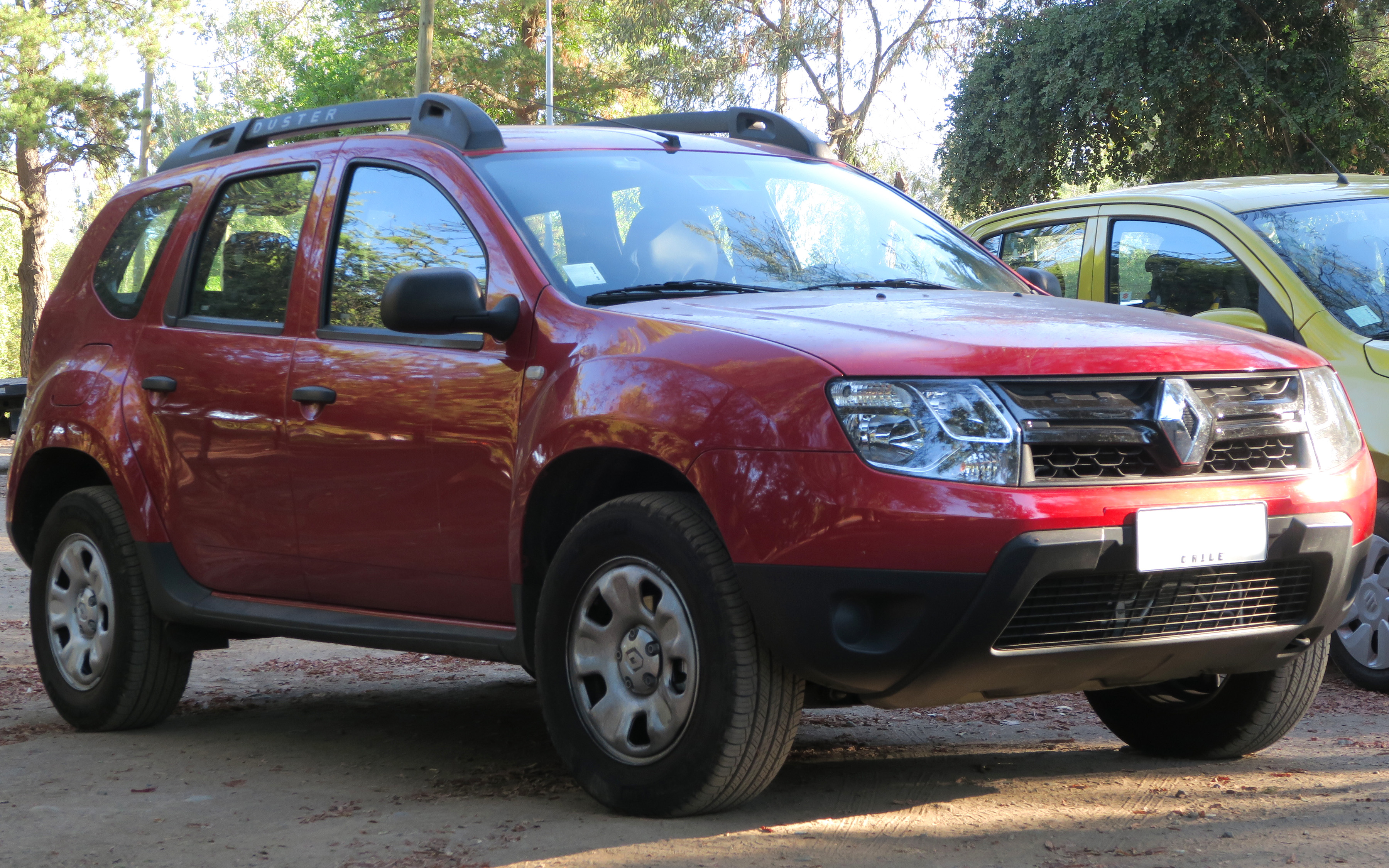
globalne Renault Duster I po liftingu

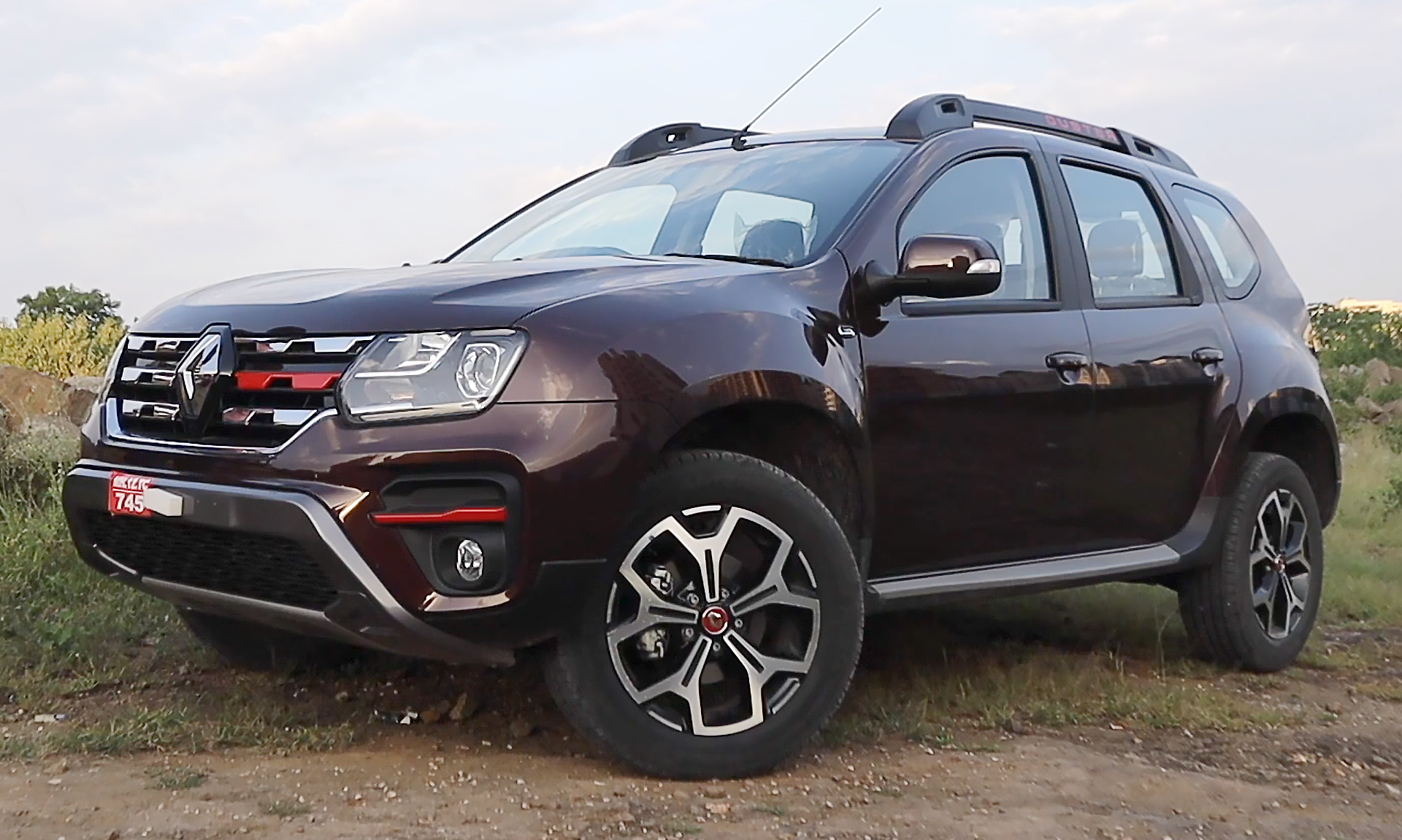
indyjskie Renault Duster I po drugim liftingu

Dacia Duster I została zaprezentowana po raz pierwszy w 2009 roku.
Auto po raz pierwszy zostało zaprezentowane w wersji koncepcyjnej podczas targów motoryzacyjnych w Genewie w 2009 roku. Niewiele później ruszyły testy drogowe wersji produkcyjnej pod specjalnym kamuflażem maskującym, a w lipcu 2009 roku pojawiły się szpiegowskie zdjęcia i film w serwisie YouTube z nieokreślonego magazynu Dacii ukazujące produkcyjną wersję SUV-a rumuńskiego producenta bez maskowań. W lipcu 2009 internet obiegły spekulacje, iż seryjna wersja otrzyma emblemat Kanjara bazujące na doniesieniach, iż Renault zarejestrowało w urzędzie patentowym wspomnianą nazwę. Doniesienia jednak nie zweryfikowały się, gdyż przy okazji prezentacji oficjalnych zdjęć i informacji przez Dacię w grudniu 2009 roku na temat swojego modelu producent ogłosił, że otrzyma on nazwę Duster – tak samo jak studium z Salonu w Genewie i tak samo jak używana już w latach 90. inna nazwa modelu ARO 10 na wybrane rynki.
Debiut Dustera miał miejsce podczas targów motoryzacyjnych w Genewie w marcu 2010 roku. Jest to siódmy model marki Dacia, pierwszy z kolei samochód sportowo-użytkowy i niespotkana od czasu zaprezentowania przez rosyjskiego producenta Łada modelu Niva niskobudżetowa i przystępna cenowo interpretacja samochodu do poruszania się po bezdrożach. Duster został zbudowany na bazie płyty podłogowej pierwszej generacji modelu Logan. Charakterystycznym elementem pojazdu jest masywny, zaakcentowany nadkolami przód. Wersje z napędem 4x4 otrzymały układ napędowy od siostrzanego producenta – Nissana. Po raz pierwszy do listy wyposażenia modeli Dacii wprowadzono system ESP oraz filtr cząstek stałych w silnikach wysokoprężnych. Pokrewieństwo z Loganem widać było w wersji sprzed modernizacji w środku – deska rozdzielcza została bowiem w całości przejęta z miejskiego sedana rumuńskiego producenta.
Przód auta wyróżnia się chromowanym grillem, światłami z podwójnym układem optycznym oraz relingami dachowymi. Auto osadzono na 16-calowych kołach. Samochód wyposażyć można w pakiet Look, na którego składały się takie opcje jak: aluminiowe obręcze kół 16-calowych, relingi dachowe, obudowy lusterek, przednią i tylną osłonę podwozia i nakładki na progi w kolorze matowego chromu oraz przyciemniane tylne boczne szyby.

### Lifting
W 2013 roku podczas targów motoryzacyjnych na salonie motoryzacyjnym we Frankfurcie nad Menem zaprezentowana została wersja po face liftingu. Zmodernizowano m.in. przód auta, gdzie pojawiła się nowa, charakterystyczna atrapa chłodnicy. Odnowiony pas przedni wzbogaciły także nowe wkłady reflektorów z wbudowanymi światłami do jazdy dziennej, a zmiany w wyglądzie zewnętrznym zwieńczyły inne wkłady tylnych świateł, nowa listwa na klapie bagażnika oraz nowe lusterka boczne. We wnętrzu pojawiła się zupełnie nowa, tym razem już zaprojektowana specjalnie z myślą o Dusterze, deska rozdzielcza. Dacia wprowadziła także nowy system audio. Auto opcjonalnie wyposażone może być w pakiet Adventure lub Off-Road. Powiększono także listę wyposażenia standardowego m.in. o cztery poduszki powietrzne oraz ESP. Opcjonalne wyposażenie to m.in. system nawigacji Media Nav znany m.in. z modelu Lodgy, tempomat z limiterem prędkości, czujniki parkowania z tyłu oraz skórzana tapicerka.

### Sprzedaż
Dacia Duster oferowana była i dalej jest na niektórych rynkach motoryzacyjnych m.in. rosyjskim, brazylijskim, ukraińskim, na Bliskim Wschodzie oraz w niektórych krajach Afryki jako Renault Duster. Na zewnątrz auto wyróżnia jedynie inny grill, natomiast we wnętrzu pojazdu zastosowano dwukolorowe wykończenie, okleinę imitującą drewno, lepsze materiały wykończeniowe, nowy system audio, zmodyfikowaną deskę rozdzielczą oraz zmieniony układ klimatyzacji. Specjalnie dla rynku indyjskiego, Duster I przeszedł nawet kolejną modernizację w 2019 roku.
Dodatkowo, w 2013 roku zaprezentowano bliźniaczy względem Dustera model Nissana na rynki rozwijające się, dla którego zastosowano znaną już przed laty nazwę Terrano. Dla nadania odrębnego charakteru względem Dustera pojawiły się inne, bardziej rozbudowane lampy tylne, inny pas przedni oraz zmodyfikowana deska rozdzielcza. Początkowo Terrano powstało z myślą o rynku Indii, Bhutanu, Bangladeszu i Pakistanu, jednak w 2014 roku model wprowadzony został także na rynek rosyjski. Jest to drugi, po Loganie pierwszej generacji oferowanym niegdyś w Meksyku jako Nissan Aprio, przykład, kiedy model rumuńskiej marki oferowany jest pod emblematem tego japońskiego producenta.

### Wersje wyposażeniowe
Standardowe wyposażenie pojazdu obejmuje m.in. system ABS z asystentem hamowania, system wspomagania awaryjnego hamowania oraz zestaw przednich i bocznych poduszek powietrznych, wspomaganie kierownicy. Auto jest pierwszy modelem marki, który można wyposażyć w system ESP, EBD, EBA oraz boczne poduszki powietrzne, centralny zamek z pilotem, elektrycznie sterowane przednie szyby, komputer pokładowy, klimatyzację, reflektory przeciwmgłowe, elektrycznie sterowane i podgrzewane lusterka.
- Duster
- Ambiance
- Laureate
- Adventure Edition[8]
- Black Edition[9]
- Blackstorm

### Silniki
| Silnik      | Pojemność skokowa [cm³] | Moc maksymalna [KM] ([kW]) przy obr./min | Maks. moment obrotowy [Nm] przy obr./min | Przyśpieszenie (s) 0–100 km/h | Prędkość maksymalna km/h | Spalanie (l/100 km) średnie |
| 1.2 TCe 4x2 | 1197                    | 125(92)/5250                             | 205/2000                                 | 10.4                          | 175                      | 6.3                         |
| 1.2 TCe 4x4 | 1197                    | 125(92)/5250                             | 205/2000                                 | 11.0                          | 177                      | 6.4                         |
| 1.5 dCi 4x2 | 1461                    | 90(66)/3750                              | 200/1900                                 | 12,8                          | 173                      | 4,2                         |
| 1.5 dCi 4x2 | 1461                    | 107(79)/4000                             | 240/1750                                 | 11,8                          | 171                      | 5,3                         |
| 1.5 dCi 4x4 | 1461                    | 110(81)/4000                             | 240/1750                                 | 12,5                          | 168                      | 5,6                         |
| 1.6 16V 4x2 | 1598                    | 105(77)/5750                             | 148/3750                                 | 11,8                          | 165                      | 7,1                         |
| 1.6 16V 4x4 | 1598                    | 105(77)/5750                             | 148/3750                                 | 12,8                          | 160                      | 8,0                         |
| 1.6 SCe 4x2 | 1598                    | 114(84)/5500                             | 156/4000                                 | 11,0                          | 170                      | 6,4                         |
| 1.6 SCe 4x4 | 1598                    | 114(84)/5500                             | 156/4000                                 | 12,0                          | 167                      | 6,8                         |
| ----------- | ----------------------- | ---------------------------------------- | ---------------------------------------- | ----------------------------- | ------------------------ | --------------------------- |

### Renault Duster Oroch

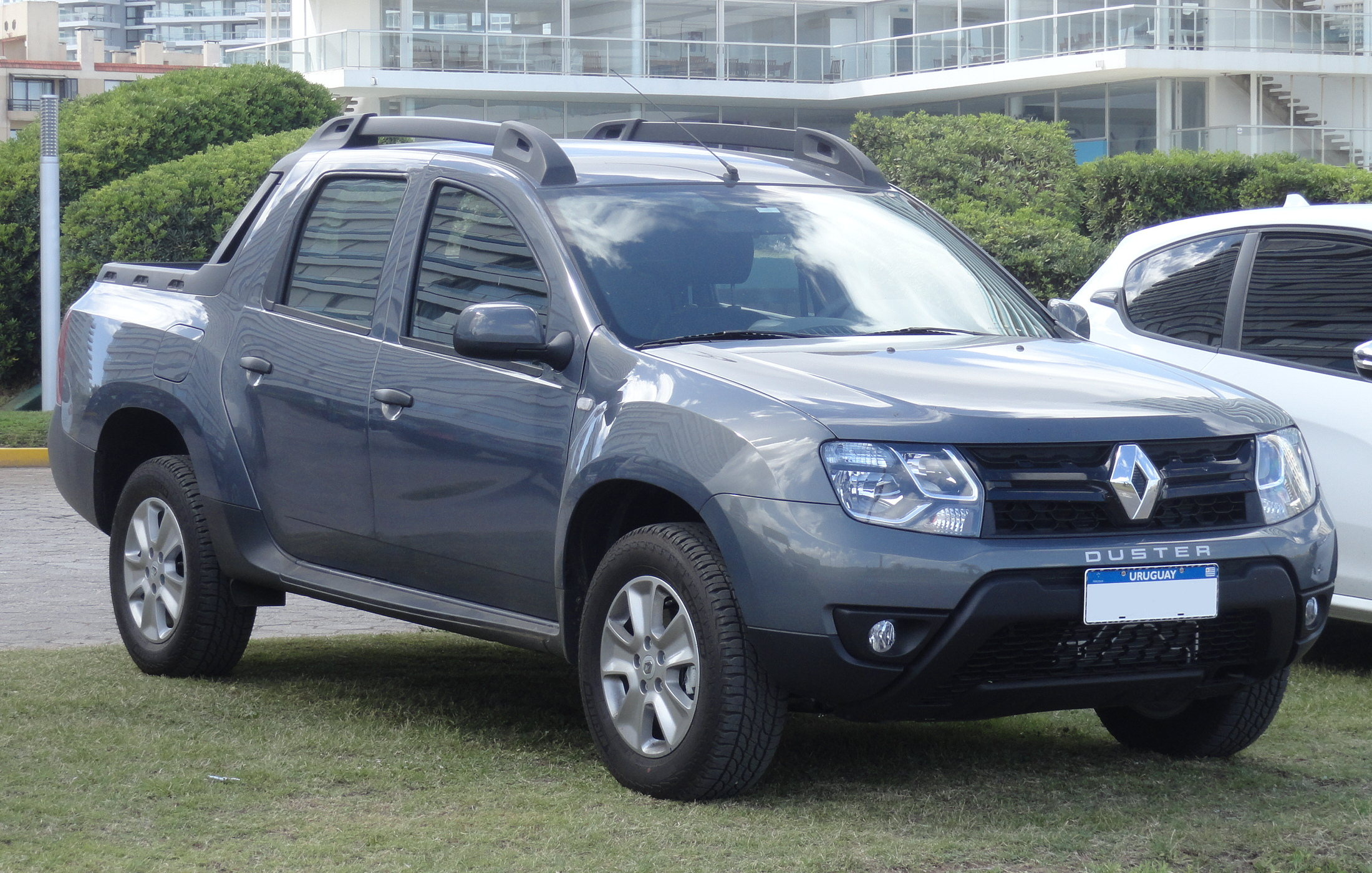
Renault Duster Oroch

Renault Duster Oroch to 4-drzwiowy, 5-osobowy pickup zbudowany na bazie Dacii Duster produkowany pod marką Renault. Pojazd został zaprezentowany podczas targów motoryzacyjnych w São Paulo w 2015 roku. Auto zostało zaprojektowane specjalnie z przeznaczeniem na rynki Ameryki Łacińskiej. W stosunku do modelu Duster cofnięta została tylna oś pojazdu oraz zwiększony rozstaw osi, a wnętrze lepiej wyposażone. Paka pojazdu utrzyma 650 kg ładunku. Samochód oferowany jest w dwóch wersjach wyposażeniowych: Expression oraz Dynamique oraz z dwoma silnikami benzynowymi o pojemności 1,6 l i mocy 115 KM oraz 2,0 l i mocy 148 KM wyłącznie z manualną skrzynią biegów.

### Wersje specjalne i modyfikacje

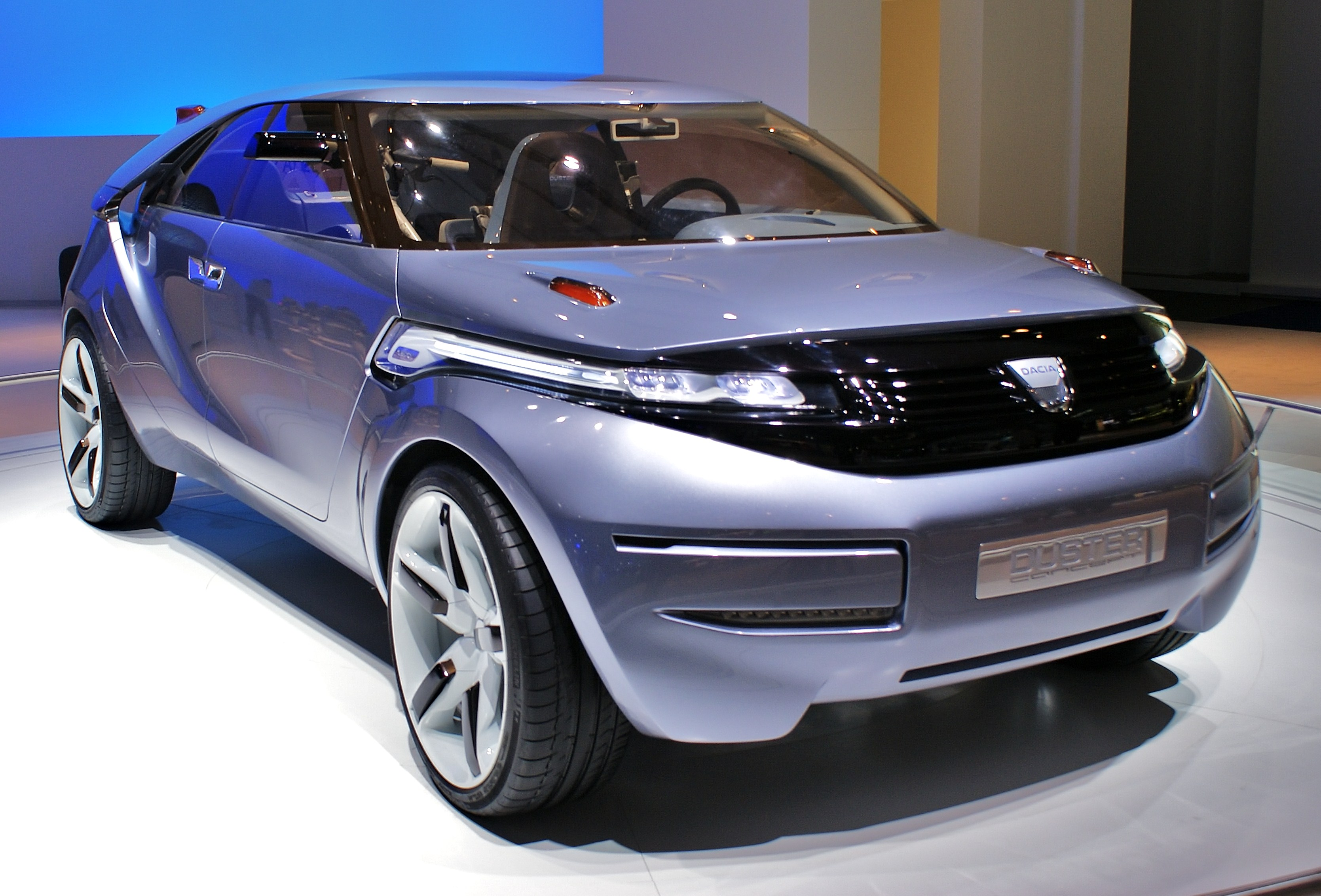
Dacia Duster Concept

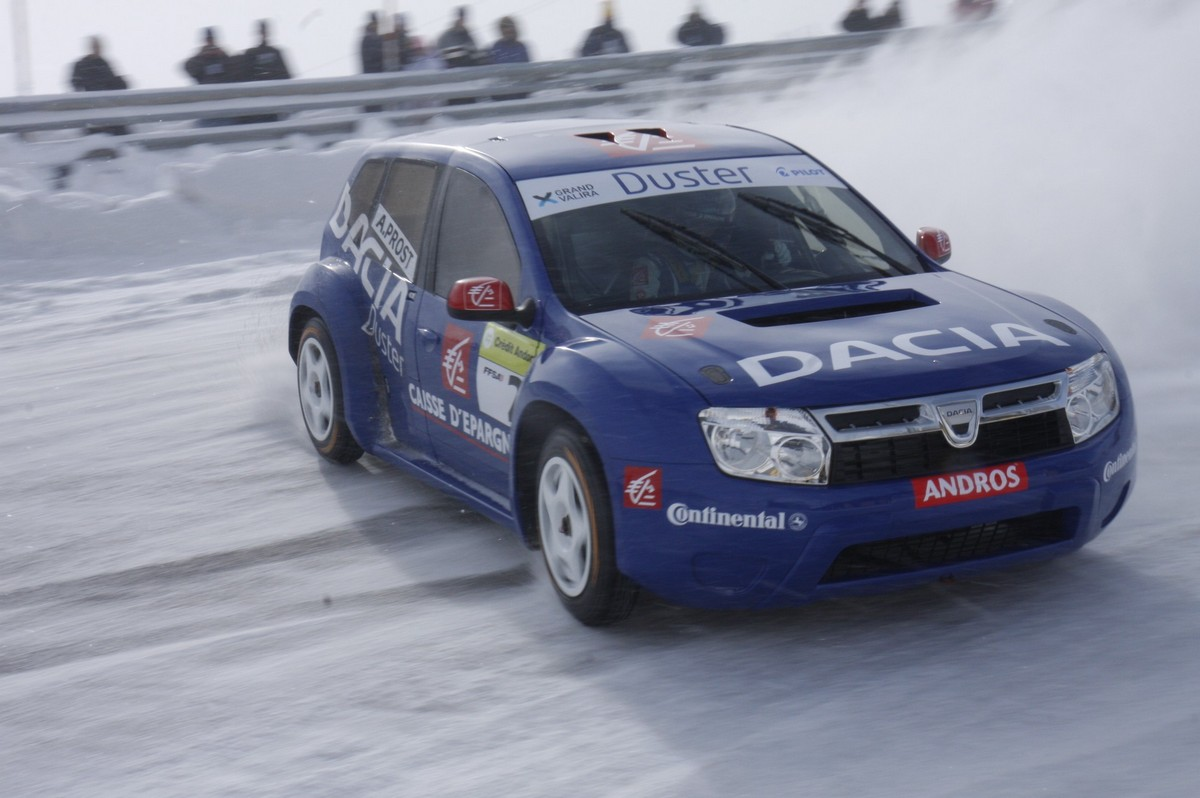
Dacia Duster I – pierwszy start w cyklu wyścigów Andros Trophy, który zakończył się 3 zwycięstwami

- Zapowiedzią pierwszego SUV-a w nowożytnej historii Dacii był prototyp Dacia Duster Concept. Pojazd zaprezentowano podczas targów motoryzacyjnych w Genewie w 2009 roku. Auto otrzymało samonośne nadwozie z nietypowym układem drzwi. W tylnej części karoserii zostały ukształtowane skrzela, zmniejszające opór aerodynamiczny, wykorzystane również jako miejsce montażu oświetlenia. Siedzenia z prawej strony pojazdu są składane – przednie można wsunąć za i pod fotel kierowcy, a siedzisko tylnego podnieść do pionu, przekształcając auto w dwuosobowe, z dodatkową przestrzenią bagażową w kabinie o wielkości 2000 litrów. Układ napędowy składa się z silnika wysokoprężnego typu common rail Renault K9K 1.5 dCi o mocy 105 KM, skrzyni z sześcioma biegami do jazdy do przodu oraz przeniesienia napędu pracującego w trybach 4x2 i 4x4. Duster Concept jest drugim po Loganie Steppe samochodem koncepcyjnym Dacii. Prezentacja modelu miała na celu pokazanie możliwości marki. Koncept był też swojego rodzaju zapowiedzią nowego SUV-a marki[13]. Auto mierzy 4310 mm długości, 1820 mm szerokości i 1700 mm wysokości. Samochód wyposażono w pięcioramienne aluminiowe 21-calowe obręcze kół z oponami Michelin oraz dwie końcówki rur wydechowych w formie trapezu[14].

- W 2009 roku Dacia przygotowała przed produkcyjną specjalną wersję pojazdu przygotowaną do startu w serii wyścigów na śniegu i lodzie – Trophee Andros. Auto waży ok. 950 kg, zbiornik paliwa wynosi 25 litrów, pojazd mierzy niecałe 4 metry długości oraz 1,9 metra szerokości. Silnik Nissana zamontowany w pojeździe generuje moc ok. 350 KM[15].
- W 2011 roku Dacia przygotowała specjalną wersję auta, która startowała w wyścigu Pikes Peak(inne języki). Auto jest ewolucją samochodu startującego w serii wyścigów na śniegu i lodzie – Trophee Andros. Silnik auta o pojemności 3,8 litra[16] w układzie V6 generuje moc ok. 850 KM[17].
- Firmy tuningowe Eibach oraz Giacuzzo Design uatrakcyjniły wygląd Dacii Duster poprzez specjalnie przystosowany pakiet tuningowy. W aucie zastosowano nowe, twardsze sprężyny, zamontowano potężne 20-calowe alufelgi z szerokimi oponami o niskim profilu marki Michelin Pilot Sport PS2 245/35 natomiast auto uatrakcyjniono specjalnym orurowaniem oraz umieszczono dwie końcówki wydechu[18].
- Firma Elia słynąca z modyfikacji pojazdów Renault kilkakrotnie poddała modyfikacjom model Duster. W jednym z projektów auto jest w kolorze białym z chromowanymi ozdobami, tylnymi światłami LED oraz rozbudowanym systemem audio[19]. Drugi z projektów wyróżnia się pomarańczowym nadwoziem oraz specjalnym orurowaniem, natomiast trzeci projekt czarnym lakierem z chromowanymi klamkami oraz orurowaniem i czterokońcówkowym wydechem oraz dodatkowymi 16-koniami mocy[20]. Czwarty projekt obejmuje jedynie orurowanie pojazdu, a piąty światła do jazdy dziennej typu LED, zmodyfikowane progi, chromowane końcówki układu wydechowego[21].
- Indyjska firma DC Design podjęła się tuningu Dacii Duster. Z zewnątrz auto otrzymało mocno przeprojektowany przód z diodami LED oraz czarny, matowy kolor nadwozia. Kabinę pojazdu w niemal całości wykończono skórą i drewnem. Samochód wyposażono w specjalny system multimedialny z dodatkowymi ekranami[22].
- W 2014 roku rumuńska prywatna firma zajmująca się modyfikacjami gotowych samochodów przedstawiła przerobioną wersję Dustera na odmianę pickup. Auto zostało pozbawione tylnej części nadwozia, w zamian zainstalowano skrzynię ładunkową o długości 1,7 m i dopuszczalnej masie przewożonych ładunków do 450 kg. Auto powstać ma w liczbie 500 egzemplarzy, które przeznaczone są dla klientów flotowych w Rumunii[23].

## Druga generacja

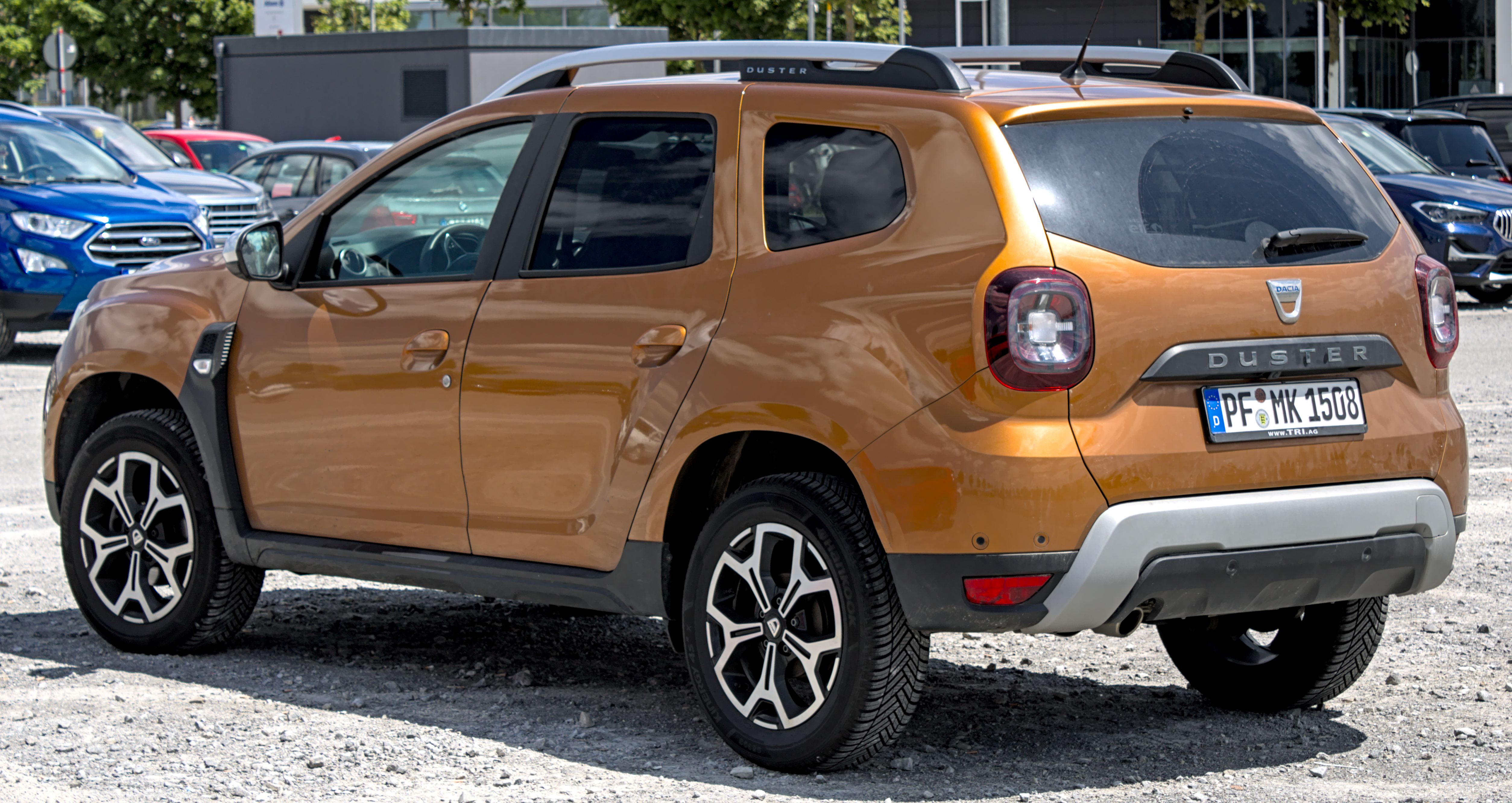
Dacia Duster II – tył

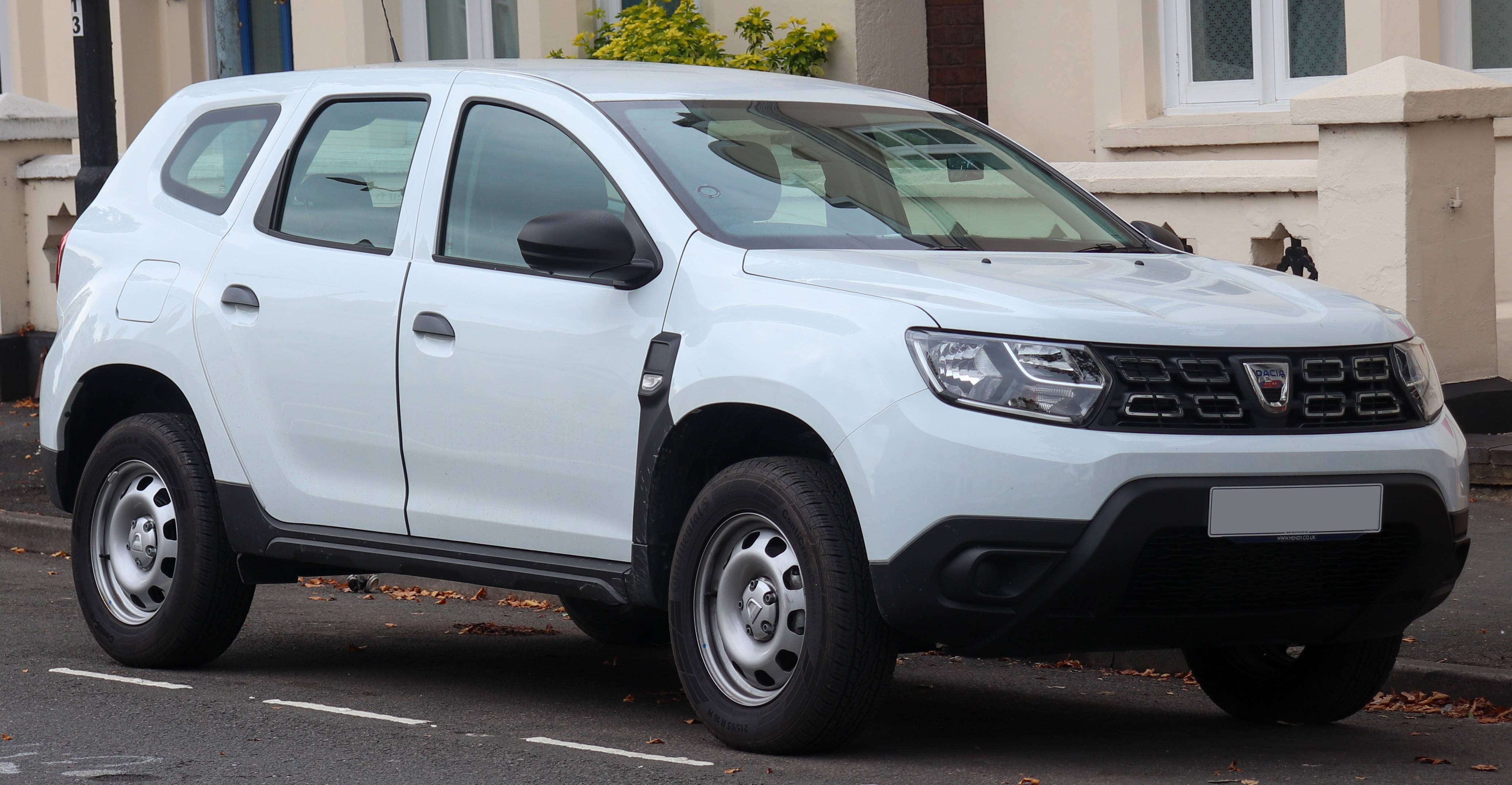
Dacia Duster II Access

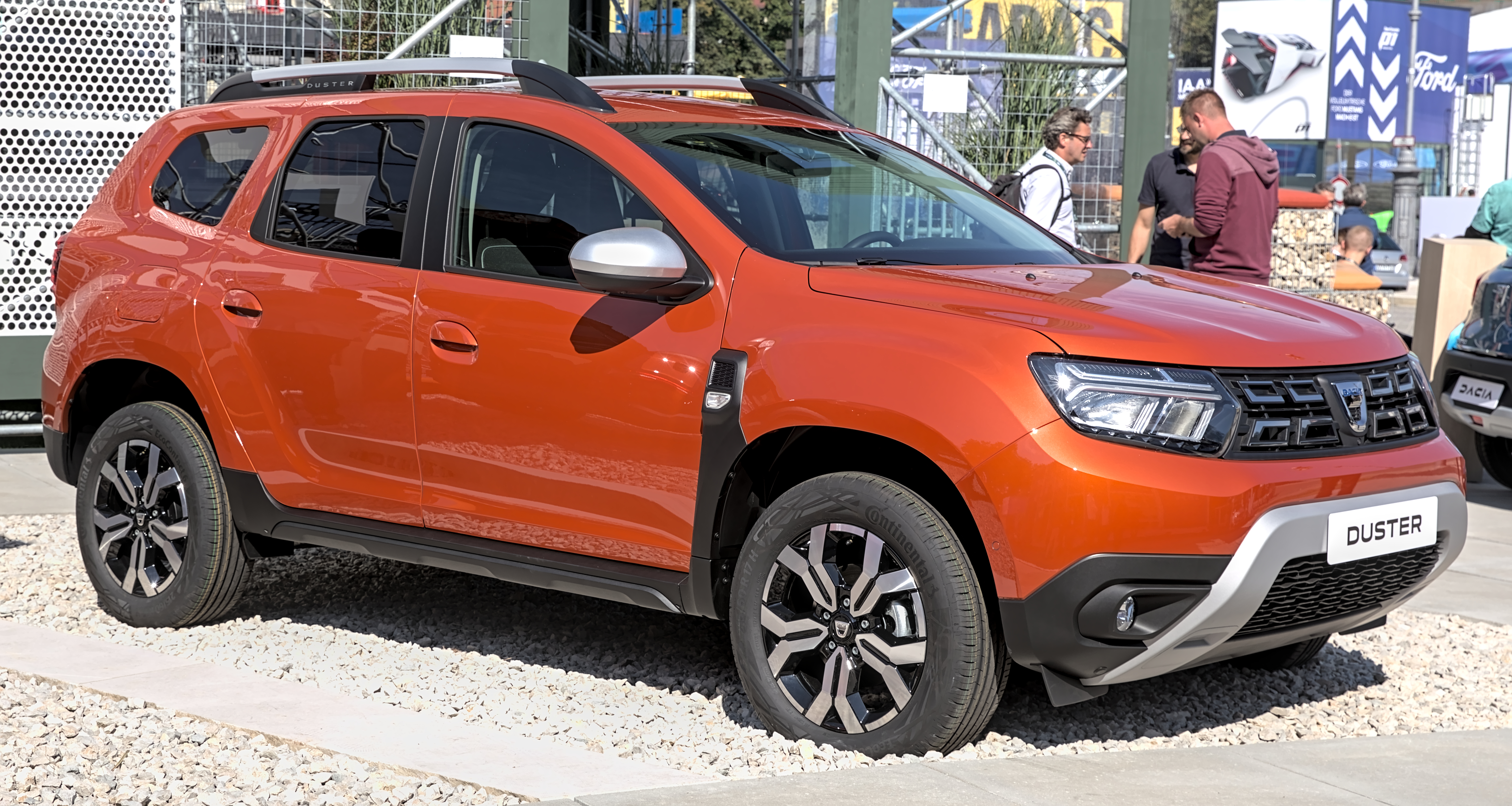
Dacia Duster II po liftingu

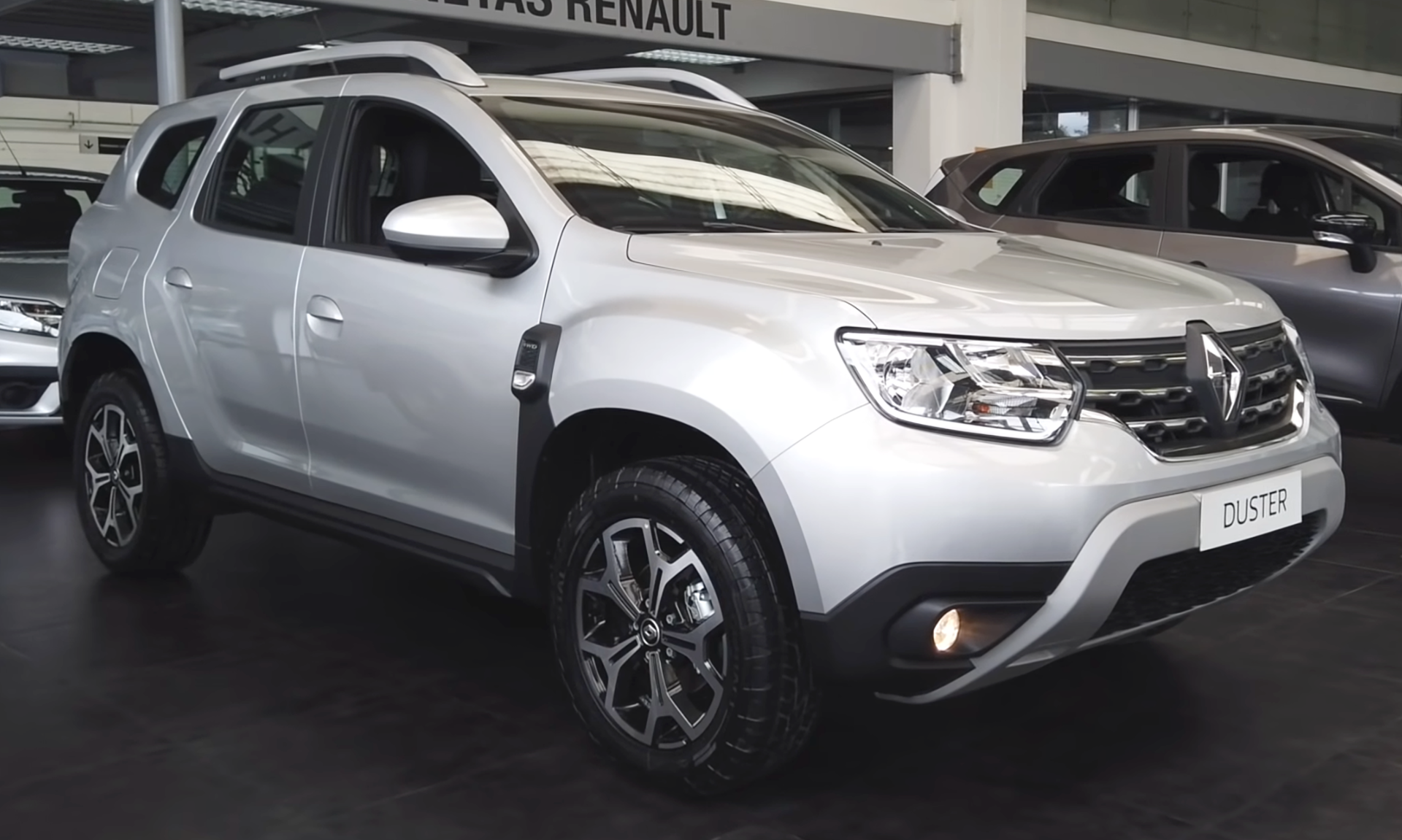
globalne Renault Duster II

Dacia Duster II została zaprezentowana po raz pierwszy w 2017 roku.
Jako że pierwsze wcielenie kompaktowego SUV-a rumuńskiej marki zdobyło uznanie ogromnej liczby klientów, a jego sylwetka pomogła utrzymać zainteresowanie przez ponad 7-letni staż, producent zdecydował się na ewolucję. Druga generacja Dustera wyraźnie nawiązuje do poprzednika zarówno sylwetką, jak i kształtem wielu elementów nadwozia. Charakterystycznym elementem jest wypełnienie tylnych lamp, a także chromowany grill.
Deska rozdzielcza tym razem nie jest już zapożyczona z modelu Logan, lecz została zaprojektowana od podstaw. Znakiem szczególnym są trzy oddzielne nawiewy, a także duży ekran dotykowy oraz panel klimatyzacji zapożyczony z o wiele nowszych, niż dotychczas, modeli siostrzanej marki Renault.
Oficjalny debiut Dustera odbył się we wrześniu 2017 roku we Frankfurcie nad Menem, natomiast produkcja ruszyła na początku 2018 roku. Podobnie jak poprzednik drugie wcielenie Dustera jest samochodem globalnym znanym na niektórych rynkach pod marką Renault. Na większości rynków rozwijających się debiut nowego Dustera był z opóźnieniem, a przez chwilę model był oferowany równolegle z poprzednikiem. Dacia Duster pozostała najtańszym SUV-em na polskim rynku. Ceny zaczynały się od 39 900 zł za wersję wyposażenia Access z silnikiem wolnossącym 1.6 o mocy 115 KM i napędem tylko na przód. W 2020 roku powstała wersja Pick-up.

### Lifting
We wrześniu 2021 roku zaprezentowano Dustera II po liftingu. Zmieniono m.in. przedni grill, zderzak oraz przednie i tylne reflektory. Pojawiła się też opcja z 8-calowym ekranem w wersji Comfort i Prestige. W październiku Renault ogłosił rozpoczęcie produkcji w Kazachstanie.

### Wersje wyposażenia
- Access
- Essential
- Comfort
- Prestige

Standardowe wyposażenie podstawowej wersji Access obejmuje m.in. ABS, system kontroli trakcji i wspomagania ruszania pod górę, 6 poduszek powietrznych, elektryczne wspomaganie kierownicy, centralny zamek z pilotem, a także elektrycznie regulowane szyby przednie.
Bogatsza wersja Essential dodatkowo wyposażona jest m.in. w dzieloną tylną kanapę, fotel kierowcy z regulacją wysokości, relingi dachowe, regulowaną kolumnę kierowniczą, oraz radio DAB z USB, MP3 i Bluetooth.
Kolejna w hierarchii wersja – Comfort – dodatkowo została wyposażona m.in. w chromowaną końcówkę rury wydechowej, tempomat, elektrycznie regulowane i podgrzewane lusterka, elektrycznie regulowane szyby tylne, klimatyzację manualną, a także kierownicę i gałkę zmiany biegów obszyte skórą.
Topowa wersja Prestige została ponad to wyposażona m.in. w 17-calowe felgi aluminiowe, skórzane wykończenie boczków drzwiowych, fotel kierowcy z regulacją odcinka lędźwiowego i podłokietnikiem, schowek pod fotelem pasażera, system monitorowania martwego pola, tylne czujniki cofania, kamerę cofania, system multimedialny z 7-calowym ekranem dotykowym oraz nawigację satelitarną.
Opcjonalnie samochód możemy wyposażyć m.in. w klimatyzację automatyczną, system bezkluczykowy, kamerę 360 stopni, skórzaną tapicerkę oraz podgrzewane przednie siedzenia.

### Wersje specjalne
Na polskim rynku Dacia Duster drugiej generacji występowała w specjalnych, limitowanych wersjach wyposażenia:
- SL CONNECTED by ORANGE – wyposażona w router Wi-Fi pozwalający korzystać z internetu mobilnego na pokładzie auta;
- SL TECHROAD – odmiana zbudowana na wersji wyposażenia Prestige, charakteryzowała się unikalnym czerwonym kolorem lakieru, specjalnymi naklejkami oraz wzorem tapicerki;
- SL CELEBRATION – odmiana zbudowana na wersji wyposażenia Comfort, charakteryzowała się unikalnym niebieskim kolorem lakieru, specjalnymi naklejkami oraz wzorem tapicerki.
- SL EXTREME - odmiana zbudowana na wersji wyposażenia Prestige, charakteryzuje się unikalnym kolorem lakieru Szary Urban, elementami karoserii w kolorze pomarańczowym oraz przeszyciami w kolorze pomarańczowym na tapicerce .

### Silniki
| Silnik      | Pojemność skokowa [cm³] | Moc maksymalna [KM] ([kW]) przy obr./min | Maks. moment obrotowy [Nm] przy obr./min | Przyśpieszenie (s) 0–100 km/h | Prędkość maksymalna km/h | Spalanie (l/100 km) średnie |
| ----------- | ----------------------- | ---------------------------------------- | ---------------------------------------- | ----------------------------- | ------------------------ | --------------------------- |
| 1.0 TCe 4x2 | 999                     | 100(74)5000                              | 160/2750                                 | 12.5                          | 168                      | 6.4                         |
| 1.5 dCi 4x2 | 1461                    | 115(85)4000                              | 260/1750                                 | 10.5                          | 179                      | 5,1                         |
| 1.5 dCi 4x4 | 1461                    | 115(85)4000                              | 260/1750                                 | 12,1                          | 175                      | 5,6                         |
| 1.3 TCe 4x2 | 1333                    | 130(94)/5000                             | 240/1600                                 | 11,1                          | 191                      | 6,7                         |
| 1.3 TCe 4x4 | 1333                    | 130(94)/5000                             | 240/1600                                 | 11,1                          | 186                      | 7,5                         |
| 1.3 TCe 4x2 | 1333                    | 150(110)/5250                            | 250/1700                                 | 10,4                          | 200                      | 7,0                         |
| 1.3 TCe 4x4 | 1333                    | 150(110)/5250                            | 250/1700                                 | 10,6                          | 196                      | 7,6                         |
| 1.6 16V 4x2 | 1598                    | 115(84)/5750                             | 156/4000                                 | 11,8                          | 172                      | 7,1                         |
| 1.6 16V 4x4 | 1598                    | 115(84)/5750                             | 156/4000                                 | 12,2                          | 170                      | 8,0                         |

## Trzecia generacja

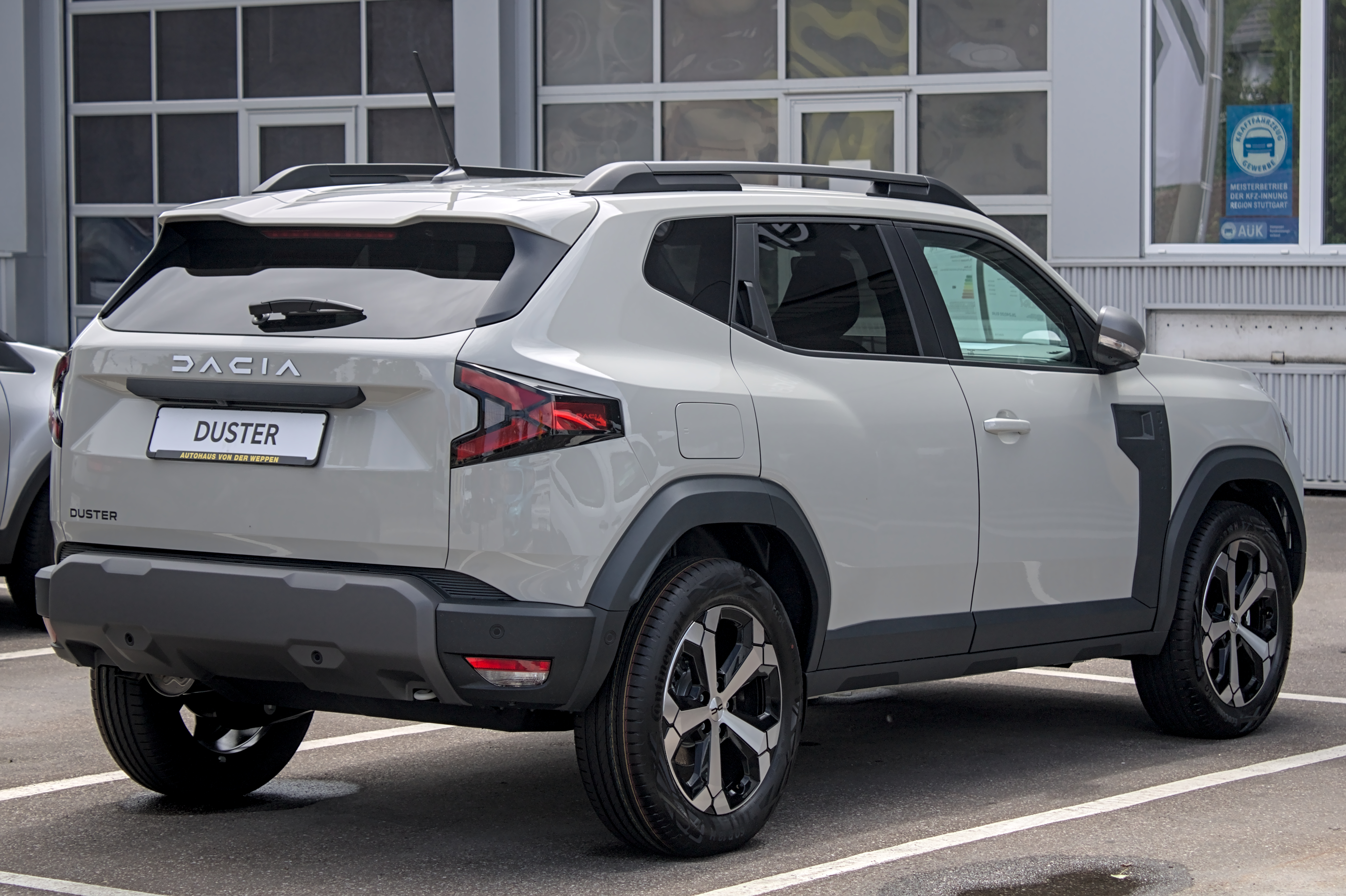
Dacia Duster III – tył

Dacia Duster III została zaprezentowana oficjalnie 29 listopada 2023 roku.
Pierwsze informacje na temat nowej generacji Dustera pojawiły się już w 2021 roku. Prezentowano wiele prototypów tego auta. Publiczna premiera samochodu odbyła się w Międzynarodowym Salonie Samochodowym w Genewie w marcu 2024 roku. Model jest sprzedawany także z silnikiem benzynowym. Podobnie jak poprzednicy trzecie wcielenie Dustera jest samochodem globalnym, na niektórych rynkach pod marką Renault. Produkcja samochodu ruszyła na początku 2024 roku, a w drugim kwartale 2024 roku trafił do sprzedaży. Model zyska także 7-osobową odmianę o nazwie Dacia Bigster.

### Wersje wyposażenia
- Essential
- Expression
- Extreme
- Journey

Standardowe wyposażenie podstawowej wersji Essential obejmuje m.in. stalowe felgi w rozmiarze 16 cali, tylne czujniki parkowania, elektryczne szyby przednie, relingi dachowe, manualną klimatyzację, 6 poduszek powietrznych, dzieloną kanapę (1/3-2/3), kierownicę regulowaną w dwóch płaszczyznach, regulację wysokości fotela kierowcy, tempomat, radio, USB-C, Bluetooth, 4 głośniki.
Wersja Expression jest dodatkowo wyposażona m.in. w 17-calowe alufelgi, kamerę cofania, automatyczne wycieraczki, elektryczne szyby z tyłu, listwy ochronne na drzwiach, 6 punktów mocowania YouClip, 7-calowy wyświetlacz zegarów, konsolę centralną z podłokietnikiem i schowkiem, 10-calowy dotykowy wyświetlacz, bezprzewodową replikację, usługi zdalne.
Natomiast wersja Extreme jest dodatkowo wyposażona m.in. w modułowe relingi dachowe, automatycznie składane lusterka, automatyczne światła drogowe, gumowe dywaniki i wkład do bagażnika, kartę Keyless Entry, automatyczną klimatyzację, łatwą w czyszczeniu tapicerkę MicroCloud, YouClip 3w1, regulację odcinka lędźwiowego fotela kierowcy, regulację wysokości fotela pasażera.
Ostatnia wersja Journey została dodatkowo wyposażona m.in. w 18-calowe alufelgi, automatycznie składane lusterka, automatyczne światła drogowe, kartę Keyless Entry, automatyczny hamulec postojowy, automatyczna klimatyzacja, indukcyjną ładowarkę, nawigację on-line na 8 lat, 6 głośników, system audio Arkamys 3D Sound, App Store Dacia.

### Silniki
| Silnik      | Pojemność skokowa [cm³] | Moc maksymalna [KM] ([kW]) przy obr./min | Maks. moment obrotowy [Nm] przy obr./min | Przyśpieszenie (s) 0–100 km/h | Prędkość maksymalna km/h | Spalanie (l/100 km) średnie |
| ----------- | ----------------------- | ---------------------------------------- | ---------------------------------------- | ----------------------------- | ------------------------ | --------------------------- |
| ECO-G 100   | 999                     | 101(74)/4600–5000                        | 170/2000–3750                            | 13,2                          | 168                      | 8,0–8,1                     |
| TCe 130     | 1199                    | 131(96)/4500–5500                        | 230/2100–3500                            | 9,9                           | 180                      | 5,5                         |
| TCe 130 4×4 | 1199                    | 131(96)/4500–5500                        | 230/2100–3500                            | 11                            | 180                      | 6,0–6,1                     |
| Hybrid 140  | 1598                    | 140(104)/5600                            | 148/3600                                 | 10,1                          | 160                      | 5                           |